# Ocyptamus delicatissimus
Ocyptamus delicatissimus är en tvåvingeart som först beskrevs av Hull 1943.  Ocyptamus delicatissimus ingår i släktet Ocyptamus och familjen blomflugor. Inga underarter finns listade i Catalogue of Life.